# Mont (Moselle)
Pour les articles homonymes, voir Mont.
Mont est un hameau et une ancienne commune française du département de la Moselle rattachée à Pange depuis 1812.

## Géographie
Situé au nord de Pange, Mont est limitrophe de la Nied française.

## Toponymie
Anciennes mentions, : Mons de Leiz Painge (1404), Mons (1428), Mon (1514), Mont-sur-Nied (1779), Mont (1793).

## Histoire
Autrefois rattaché à la prévôté d'Amance, puis au bailliage de Boulay après 1750, la localité de Mont formait avec Pange une enclave lorraine dans le bailliage de Metz. Ce lieu était également annexe de la paroisse de Pange.
Ancien chef-lieu communal, Mont fut réuni à la commune de Pange par décret du 21 septembre 1812.

## Politique et administration
| Période                                  | Période | Identité      | Étiquette | Qualité |
| ---------------------------------------- | ------- | ------------- | --------- | ------- |
| an VIII                                  | ?       | Pierre MARSAL |           |         |
| Les données manquantes sont à compléter. |         |               |           |         |

## Démographie
| 1793 | 1800 | 1806 |
| ---- | ---- | ---- |
| 139  | 149  | 139  |

## Personnalité
- Gaston Boiteux, officier et explorateur Français.